# Лука Мкхейдзе
Лука Мкхейдзе (груз. ლუკა მხეიძე, нар. 5 січня 1996, Тбілісі, Грузія) — французький дзюдоїст грузинського походження, чемпіон та срібний призер Олімпійських ігор 2024 року, бронзовий призер Олімпійських ігор 2020 року, чемпіон Європи, призер чемпіонату Європи.

## Виступи на Олімпіадах
| Олімпіада  | Дисципліна      | Місце |
| ---------- | --------------- | ----- |
| Токіо 2020 | до 60 кг        | 3     |
| Париж 2024 | до 60 кг        | 2     |
| Париж 2024 | змішана команда | 1     |